# Mučići
 Mučići  (olaszul: Mussici) falu Horvátországban, a Tengermellék-Hegyvidék megyében. Közigazgatásilag Matuljihoz tartozik.

## Fekvése
Fiume központjától 14 km-re, községközpontjától 5 km-re északnyugatra a Tengermelléken, az Isztria-félsziget északi határán az A7-es autópálya mellett fekszik.

## Története
A településnek 1857-ben 578, 1910-ben 226 lakosa volt. 
2011-ben 356 lakosa volt.

## Lakosság
| Lakosság változása | Lakosság változása | Lakosság változása | Lakosság változása | Lakosság változása | Lakosság változása | Lakosság változása | Lakosság változása | Lakosság változása | Lakosság változása | Lakosság változása | Lakosság változása | Lakosság változása | Lakosság változása | Lakosság változása | Lakosság változása |
| ------------------ | ------------------ | ------------------ | ------------------ | ------------------ | ------------------ | ------------------ | ------------------ | ------------------ | ------------------ | ------------------ | ------------------ | ------------------ | ------------------ | ------------------ | ------------------ |
| 1857               | 1869               | 1880               | 1890               | 1900               | 1910               | 1921               | 1931               | 1948               | 1953               | 1961               | 1971               | 1981               | 1991               | 2001               | 2011               |
| 578                | 653                | 217                | 231                | 234                | 226                | 831                | 840                | 411                | 367                | 409                | 324                | 319                | 323                | 342                | 356                |